# 밴스 조이
밴스 조이(Vance Joy, 1987년 12월 1일 ~ )는 오스트레일리아의 싱어송라이터이다.